# Black's Beach
Black's Beach (plage de Black) est une plage dans la Réserve d'État des pins de Torrey, au bord de l'Océan Pacifique, en Californie, aux États-Unis. La partie du nord de la plage est détenue et gérée par le California Department of Parks and Recreation, et la partie du sud est détenue et gérée par le gouvernement de la ville de San Diego,. Elle est située à côté de La Jolla, un quartier de la ville.

## Géographie et position
La plage s'étend sous des falaises rocheuses sur lesquelles sont situés le Salk Institute for Biological Studies et la réserve d'État. Dans l'eau, un canyon profond sous-marin fait circuler des houles qui attirent les surfers. Une autre plage d'État continue sur plus de sept kilomètres au nord. 

## Plage nudiste
Black's Beach est bien connue comme l'une des plus grandes plages nudistes aux États-Unis. Pendant une période au milieu des années 1970, elle était la seule plage nudiste publique aux États-Unis. Jusqu'à 1977, les autorités locales permettaient la nudité à la partie du sud de la plage. Bien que la nudité ne soit plus permise là-bas, elle est tolérée à la partie du nord, qui n'est pas gérée par les autorités de la cité,.

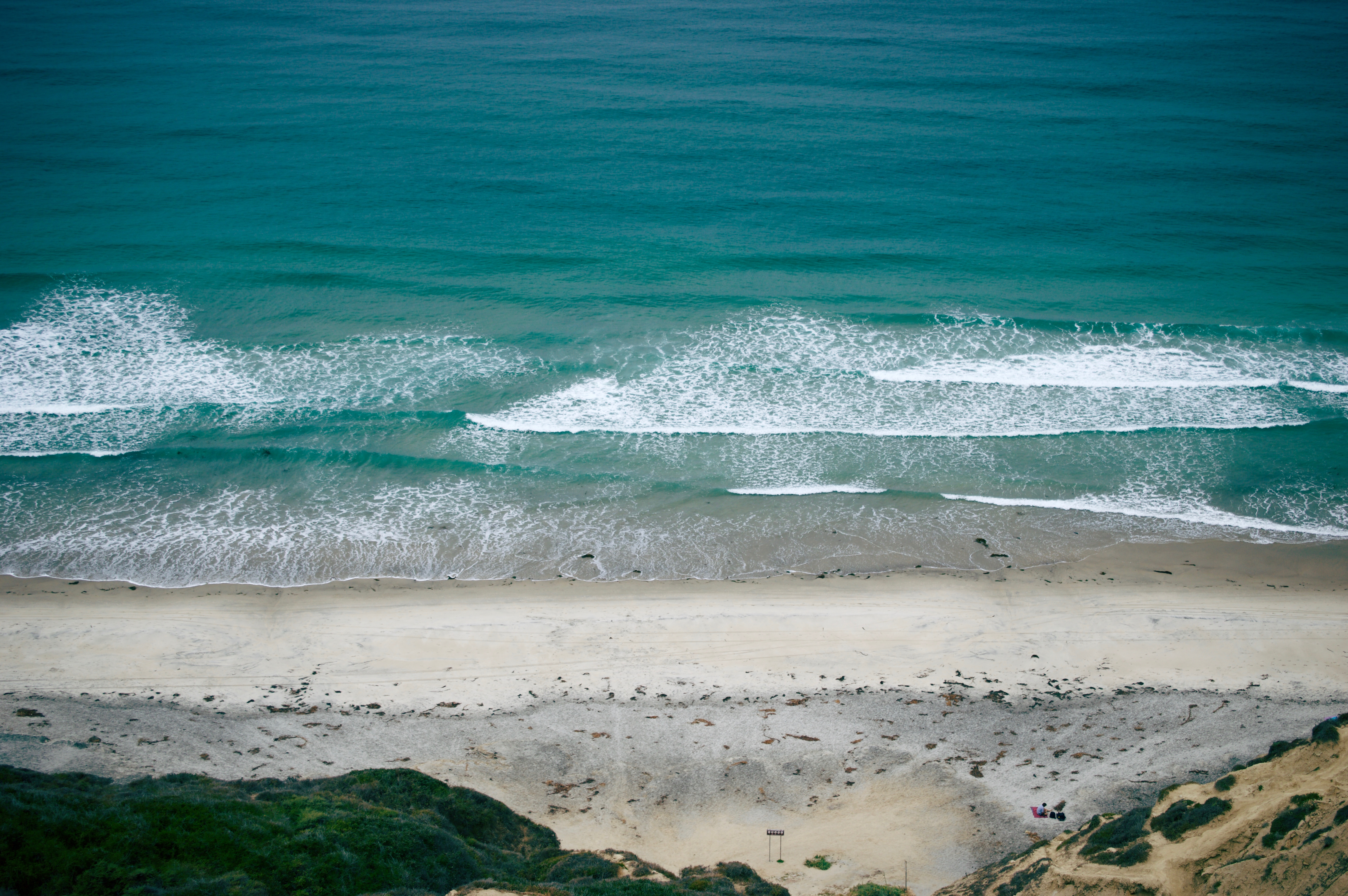
Black's beach en avril